# MOS 65CE02
El 65CE02 (un derivado del 6502/65c02) es un núcleo de CPU desarrollado por Commodore Semiconductor Group que se utilizó en el microcontrolador CSG 4510 (que combina una CPU y varios componentes de entrada / salida) en el Commodore Commodore C64DX/C65.
Un producto que usa el 65CE02 fue la tarjeta de puerto serie Commodore A2232 para el Commodore Amiga.